# Petrítsi
Le dème de Petrítsi, en grec moderne : Δήμος Πετριτσίου, est un ancien dème du district régional de Serrès, en Macédoine-Centrale, Grèce. Depuis 2010, il est fusionné au sein du dème de  Sindikí .
Selon le recensement de 2011, la population du dème compte 4 832 habitants.